# Малассе, Луи Шарль
Луи́ Ша́рль Малассе́ (фр. Louis-Charles Malassez; 21 сентября 1842, Невер, Франция — 22 декабря 1909, Париж) — французский анатом и гистолог. Действительный член Французской медицинской Академии.

## Биография
Получил высшее медицинское образование в Парижском университете.

С 1867 года работал интерном.

Во время франко-прусской войны 1870—1871 гг. — в действующей армии в 5 корпусе медицинской помощи.

После возвращения в Париж, работал с выдающимися врачами Клодом Бернаром, Жан Мартеном Шарко и Пьером Потеном.

В 1875 году он получил кафедру анатомии в Коллеж де Франс.

В 1894 году стал членом Французской медицинской академии.

Умер в Париже. Похоронен на кладбище Пер-Лашез.

## Научная деятельность

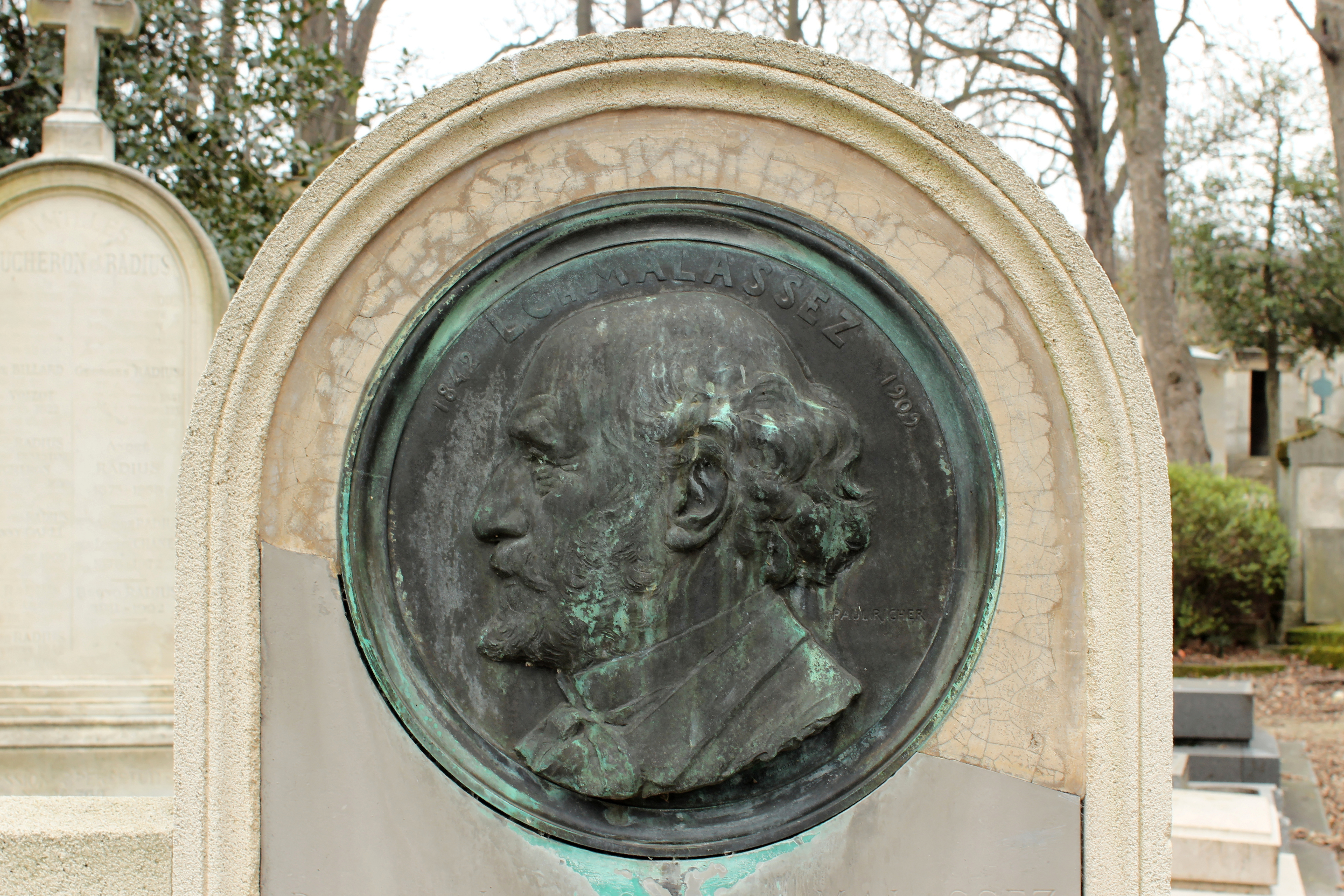
П. Рише. Барельеф надгробия Малассе на кладбище Пер-Лашез в Париже

Проводил гистологические исследования клеточных элементов крови, разработал первый в мире гемоцитометр — устройство, используемое для количественного измерения клеток крови и счётную камеру по подсчёту клеток крови.
В области стоматологии, он описал скопления или тяжи клеток эпителиального корневого влагалища в пародонта связки. Эти оставшиеся клетки называются эпителиальные островки Malassez (ERM).
В 1874 г. сообщил о почкующихся полиформных дрожжевых клетках в очагах различных кожных поражений (видовое название Malassezia furfur для этих микроорганизмов было предложено французским врачом и ботаником Э.-А. Байоном в 1889 г.). С 1986 г. официально утверждено новое название рода — Malassezia Baillon.
Род включает в себя следующие виды: Malassezia Furfur, Malassezia pachydermatis, Malassezia sympodialis и Malassezia orbiculare и других. На сегодняшний день известно 13 видов этого рода. Malassezia Furfur является липофильным видом, может вызвать себорейный дерматит и опоясывающий лишай, Malassezia pachydermatis есть вид, который вызывает наружный отит у собак.

## Научные труды
- De la numération des globules rouges du sang. I. Des méthodes de numération. II. De la richesse du sang en globules rouges dans les différentes parties de l’arbre circulatoire. Paris 1873
- Sur les lésions histologiques de la syphilis testiculaire. Paris 1881 — (with Jean Jacques Paul Reclus)
- Sur l’existence d’amas épithéliaux autour de la racine des dents chez l’homme adulte et a l’état normal (débris épithéliaux paradentaires. Paris, 1885
- Sur les role des débris épithéliaux paradentaires. In: Archives de physiologie normale et pathologique. Paris, S. 309—340, 1885